# Colaboracionismo ucraniano con la Alemania nazi
El colaboracionismo ucraniano con la Alemania nazi tuvo lugar durante la ocupación militar de Ucrania por parte de la Alemania nazi en la Segunda Guerra Mundial. En ese momento, las nuevas divisiones territoriales incluían el Distrikt Galizien y el Reichskommissariat Ukraine que cubrían ambos, los territorios del sudeste de la Segunda República Polaca y la República Socialista Soviética de Ucrania a través de las fronteras anteriores. 
Las razones para la colaboración con los nazis incluyeron: por un lado las aspiraciones políticas e intelectuales del nacionalismo ucraniano, las cuales habían cristalizado con la breve y compleja consecución de su independencia durante la Guerra de independencia de Ucrania (1917-1921). Y por el otro, el odio y desafección hacia el gobierno comunista soviético y los rusos étnicos a consecuencia de las penurias económicas, físicas y mentales así como la rusificación de Ucrania, sufridas durante las décadas de 1920 y 1930, y que tuvieron su máximo exponente en el hoy conocido como genocidio Holodomor.
Tras el comienzo de la operación Barbarroja  en junio de 1941 y la gradual expansión de los alemanes hacia el Este, fueron muchos los ucranianos que dieron la bienvenida a los alemanes como auténticos libertadores del yugo comunista.
Todo lo anterior se unió además a la creencia de que, en los actos cometidos contra el pueblo ucraniano, también estaban involucrados otros grupos étnicos (como los judíos). El antisemitismo no era, en aquel entonces, una realidad exclusiva a la Alemania del Tercer Reich.
Sin embargo, la ausencia de autonomía ucraniana real bajo dominio alemán, el maltrato por parte de los ocupantes y la deportación de cientos de miles de ucranianos como trabajadores esclavos, llevarían a muchos a un cambio dramático en su actitud hacia los nuevos conquistadores.

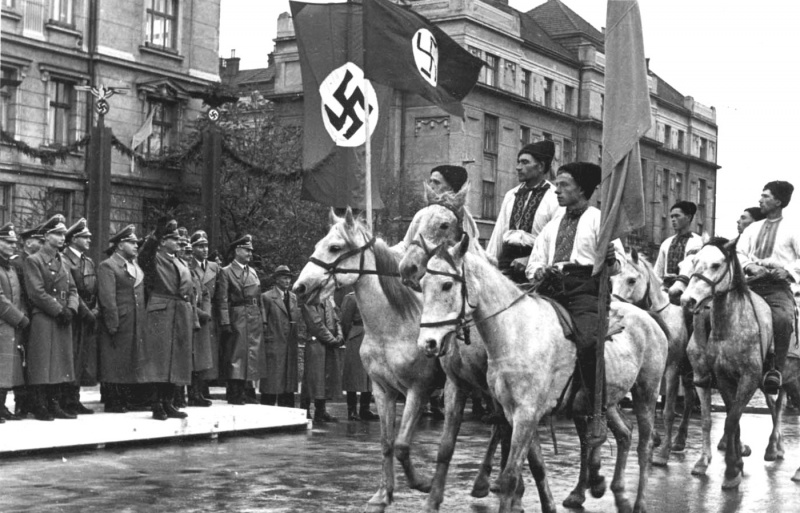
Parada en Stanislav en honor de la visita del reichsleiter Hans Frank, 1943.

Cuando el Ejército Rojo regresó a Ucrania, parte de la población dio la bienvenida a sus soldados como libertadores.
Según el autor Peter J. Potichnyj,  más de 250.000 ucranianos sirvieron en unidades paramilitares partisanas soviéticas, empequeñeciendo, en teoría, al número de Hiwi y otros soldados antisoviéticos alineados o reclutados por la Alemania nazi.
Sin embargo, de acuerdo a las cifras aportadas por el  especialista británico en el Tercer Reich, el ejército alemán y las Waffen-SS, Christopher Ailsby, los ucranianos podrían haber servido en igual o mayor número junto a Alemania.  
La estimación total podría estar en torno a los 240.000-280.000 hombres, que se desglosaría como sigue: 
Aproximadamente 70.000 hombres como guardias de campos de concentración (mayoritariamente en los ubicados en Polonia).
Alrededor de 25.000 soldados en la 14.ª División de Granaderos SS creada en 1943 con 13.000 reclutas seleccionados de entre las 80.000 solicitudes de voluntarios de Galitzia (Ucrania occidental) y que llegaría a contar con hasta 18.000 hombres en su apogeo.
Otros 70.000 hombres aproximadamente en diversos regimientos de policía creados inicialmente con los hombres descartados para formar parte de la anteriormente mencionada división Waffen-SS.
Y por último, cerca de 100.000 hombres (50.000 inicialmente en 1943, 80.000 operativos en 1945) que sirvieron tanto en el Ejército Ruso de Liberación al mando del general Andréi Vlásov como en la unidad desgajada de este posteriormente, a petición de los propios ucranianos, el Ejército Ucraniano de Liberación, que operó hasta la conclusión del conflicto.

## Antecedentes
Stalin y Hitler siguieron la política de demandas territoriales sobre su vecino inmediato, la Segunda República polaca, acordada en el protocolo secreto del Pacto Ribbentrop-Mólotov, firmado en agosto de 1939. El líder soviético, Iósif Stalin, quiso poner obstáculos para mantener alejadas las tropas alemanas a través de Polonia, cuando Adolf Hitler persiguió su política propia de Lebensraum en el Este. La invasión soviética de Polonia unió bajo el dominio soviético a los ucranianos de la entonces Polonia Oriental (Kresy) con los ucranianos de la RSS de Ucrania. En los territorios de Polonia invadidos por la Alemania nazi, el tamaño de la minoría ucraniana era insignificante, reunida mayoritariamente alrededor del Comité Central Ucraniano (УЦК) formado en Cracovia.
Menos de dos años después, la Alemania nazi atacó a la Unión Soviética. La invasión, conocida como Operación Barbarroja, comenzó el 22 de junio de 1941 y, en septiembre, el territorio ocupado se dividió entre dos nuevas unidades administrativas alemanas, el distrito de Galitzia del Gobierno General alemán y el Reichskommissariat Ukraine que se extendió hasta el Donbás en 1943. Los ucranianos que optaron por resistir y luchar contra las fuerzas de ocupación alemanas se unieron al Ejército Rojo o los irregulares. Sin embargo, en partes recién anexadas del oeste de Ucrania, había poca o ninguna lealtad hacia la Unión Soviética; la región solo había sido parte de la URSS desde su captura por el Ejército Rojo durante la invasión soviética de Polonia en septiembre de 1939. Aunque la RSS de Ucrania le dio al pueblo un grado de autonomía nacional y cultural, el sentimiento antisoviético aún existía. De 1931 a 1933, millones de ucranianos murieron de hambre en el Holodomor y de 1937 a 38 mil miembros de la intelectualidad fueron exiliados, sentenciados a campos de trabajos forzados en el Gulag o ejecutados, debido a acusaciones de colaboracionismo con la Alemania nazi.
Las principales fuentes de colaboración en la guerra temprana fueron las anexiones al oeste de Ucrania, y los comandantes alemanes señalaron que una vez que cruzaban las fronteras anteriores a 1939, la recepción local se volvió significativamente más fría. El mariscal alemán Reinhard Heydrich señaló en un informe del 9 de julio de 1941 "una diferencia fundamental entre los antiguos territorios polacos y rusos [soviéticos]. En la antigua región polaca, el régimen soviético era visto como un gobierno enemigo... Por lo tanto, las tropas alemanas eran recibido por la población polaca y rutena blanca [es decir, ucraniana y bielorrusa] en su mayor parte al menos como libertadores o con neutralidad amistosa... La situación en las actuales zonas rutenias blancas ocupadas de la URSS [anterior a 1939] tiene una base completamente diferente". Las acciones de los comandantes de campo alemanes también indican hostilidad general hacia los alemanes en las etapas iniciales de la guerra, una orden fechada el 8 de agosto de 1941 vio a todos los hombres entre las edades de 18 y 45 años detenidos para evitar el sabotaje.

## Bajo ocupación
Los ucranianos que colaboraron con los ocupantes alemanes lo hicieron de varias maneras, incluyendo: participando en la administración local, en la policía auxiliar supervisada por Alemania, Schutzmannschaft, en el ejército alemán, y sirviendo como guardias en los campos de concentración. Los nacionalistas en el oeste de Ucrania estaban entre los más entusiastas, con la esperanza de que sus esfuerzos les permitieran restablecer un estado independiente más adelante. Por ejemplo, en la víspera de operación Barbarroja, hasta cuatro mil ucranianos, operando bajo las órdenes de la Wehrmacht, intentaron causar interrupciones detrás de las líneas soviéticas.
Después de la captura de Lviv, una ciudad altamente polémica y estratégicamente importante con una cuantiosa minoría ucraniana, los líderes de la Organización de Nacionalistas  Ucranianos (OUN) proclamaron la creación del Estado ucraniano (Act of restoration of the Ukrainian state, en ucraniano: Акт проголошення Української Держави) el 30 de junio de 1941 y al mismo tiempo alentaron la lealtad al nuevo régimen, con la esperanza de que los alemanes los apoyarían en la consecución de la independencia. Ya en 1939, tras la invasión alemana de Polonia, la OUN había sido "un fiel auxiliar alemán".
El profesor Iván Kachanovski escribe que durante la guerra el liderazgo de OUN-B y del Ejército Insurgente Ucraniano (UPA) estuvo muy involucrado en la colaboración nazi. Escribió que al menos el 23% de sus líderes en Ucrania estaban en la policía auxiliar, Schutzmannschaft Battalion 201, así como en otras formaciones policiales. El 18% participó en entrenamientos en las escuelas militares y de inteligencia de la Alemania nazi en Alemania y en la Polonia ocupada por los nazis, el 11% sirvió en los batallones Nachtigall y Roland, el 8% en la administración local durante la ocupación nazi y el 1% en la División SS Galicia. Según Kachanovski, el porcentaje de colaboradores nazis entre los líderes de OUN-B y UPA es probablemente mayor que esos números, ya que faltan muchos datos de la ocupación, están perdidos.
A pesar de actuar inicialmente con entusiasmo ante la idea de una Ucrania independiente, la administración nazi tenía otras ideas, en particular el programa Lebensraum y la "arianización" total de la población. Prefirieron enfrentarse a las naciones eslavas una contra la otra. OUN inicialmente llevó a cabo ataques contra aldeas polacas, tratando de exterminar a las poblaciones polacas o expulsar a los enclaves polacos de lo que los combatientes de OUN percibían como territorio ucraniano. Cuando ya no se necesitaba la ayuda de OUN, sus líderes fueron encarcelados y muchos miembros fueron ejecutados sumariamente. Sin embargo, los arrestos fueron solo temporales, según el profesor Katchanovski; mientras que el 27% de los líderes de OUN-B y UPA fueron arrestados de una vez, fueron liberados relativamente pronto o se les permitió escapar.
Según Timothy Snyder, "algo que nunca se dice, porque es incómodo precisamente para todos, es que los comunistas ucranianos colaboraron con los alemanes más que los nacionalistas ucranianos". Snyder también señala que muchos de los que colaboraron con la ocupación alemana, también colaboraron con las políticas soviéticas de la década de 1930. Así mismo afirma que infinitamente mayor número de ucranianos murieron luchando contra la Wehrmacht que a su favor, hecho que no se puede aseverar acerca de cualquier país considerado aliado.

## Organizaciones, movimientos políticos, personajes, y voluntarios militares colaboracionistas

### Policía auxiliar

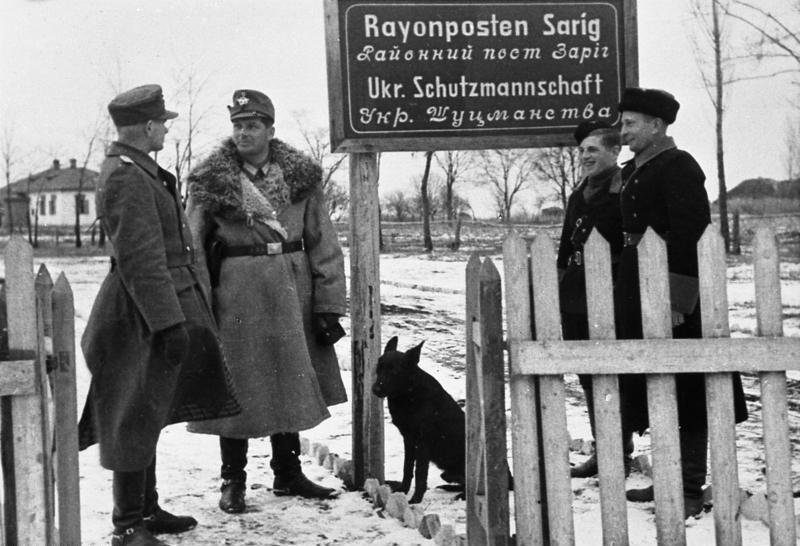
Agentes alemanes visitando la unidad Schutzmannschaft en Zarig, en cercanías a Kiev.

Los batallones 109.º, 114.º, 115.º, 116.º, 117.º, 118.º, Schutzmannschaftant ucranianos 201.º participaron en operaciones antipartisanas en Ucrania y Bielorrusia. En febrero y marzo de 1943, el 50.º batallón Schutzmannschaftant ucraniano participó en la gran acción contra la guerrilla «Operación Winterzauber» (magia de invierno) en Bielorrusia, cooperando con varios batallones letones y el 2.º batallón lituano. Los batallones de Schuma incendiaron pueblos sospechosos de apoyar a los partisanos soviéticos. El 22 de marzo de 1943, todos los habitantes de la aldea de Katyn en Bielorrusia fueron quemados vivos por los nazis en lo que se conoció como la Masacre de Jatín, con la participación del 118.º batallón Schutzmannschaft.

### Voluntarios ucranianos en las fuerzas armadas alemanas
- Batallón Nachtigall
- Batallón Roland
- Freiwilligen-Stamm-Regimiento 3 & 4 (ucranianos & rusos)
- Ostlegionen
- Hiwi

#### SS División "Galizien"
El 28 de abril de 1943, el Gobernador alemán del distrito de Galitzia, Otto Wächter, y la administración ucraniana local oficialmente declaró la creación de la 14.ª División de Granaderos SS. Los voluntarios firmados para el servicio al 3 de junio de 1943 sumaban 80 mil. El 27 de julio de 1944, la división de Galizien se formó en la Waffen-SS como 14. Waffen-Grenadier-Division der SS (gal. Nr. 1).
La creencia predominante es que estos hombres se ofrecieron voluntariamente para participar en una guerra patriótica contra los soviéticos, no por ningún apoyo a la Alemania nazi. Además, al menos algunos de ellos fueron víctimas del reclutamiento obligatorio, ya que Alemania había sufrido derrotas y perdido mano de obra en el Frente Oriental. Sol Litman, del Centro Simon Wiesenthal, afirma que hay muchos incidentes probados y documentados de atrocidades y masacres cometidas por el Waffen-SS Galizien contra minorías, particularmente judíos durante la Segunda Guerra Mundial. Sin embargo, otros autores, incluidos Michael Melnyk,  y Michael O. Logusz,  sostienen que los miembros de la división sirvieron casi por completo en el frente contra el Ejército Rojo y defienden la unidad contra las acusaciones hechas por Litman y otros. Los registros oficiales de las SS muestran que los regimientos 4,5,6 y 7 SS-Freiwilligen estaban bajo el mando de Ordnungspolizei en el momento de las acusaciones.

### Noticieros de propaganda ucraniana
- Ukrainskyi Dobrovóletz (Der ukrainische Kämpfer) - Ukrainische Freiwilligenverbände

### Unidades ucranianas en la organización de trabajo alemana
- Organización Todt OT-Einsatzgruppe Ost (Kiev)

### Comité Nacional Ucraniano
En marzo de 1945, el Comité Nacional de Ucraniano se creó después de una serie de negociaciones con los alemanes. El Comité representaba y tenía el mando sobre todas las unidades ucranianas que luchaban por el Tercer Reich, como el Ejército Nacional de Ucrania. Sin embargo, era demasiado tarde, y el comité y el ejército se disolvieron al final de la guerra.

### Líderes de la administración local ucraniana y figuras públicas bajo la ocupación alemana
- Oleksander Ohloblyn (alcalde de Kiev, 1941)
- Volodimir Bahaziy (alcalde de Kiev, 1941–1942, ejecutado por los alemanes en 1942)
- Leontii Forostivsky (alcalde de Kiev, 1942–1943)
- Mykola Velychkivsky (Jefe del Comité Nacional Ucraniano en Kiev, in-admitido en 1942, más tarde emigrado)
- Fédir Bohatyrchuk (Jefe de la Cruz Ucraniana Roja, 1941–1942)
- Oleksii Kramarenko (alcalde de Járkov, 1941–1942, ejecutado por los alemanes en 1943)
- Oleksandr Semenenko (alcalde de Járkov, 1942–1943)
- Paul Kozakévich (alcalde de Járkov, 1943)
- Aleksandr Sevastiánov (alcalde de Vínnitsa, 1941 – ?)